# Commonplace
『commonplace』（コモンプレイス）は、日本の音楽グループEvery Little Thingが2004年3月10日に発売した6枚目のオリジナルアルバムである。

## 内容
- 前作『Every Best Single 2』から6ヶ月ぶり、オリジナルアルバムとしては『Many Pieces』から約1年ぶりとなる。
- ジャケット写真は全体的にぼかしが入れられている。但し、同じ衣装で撮影された告知用の写真には入っていない。
- 今作は前作以上にアコースティックギターが多用され、全体的にアコースティック志向の楽曲となっている。シングル曲はマスタリングの変更がなされているが、音源はシングルバージョンで施されている。
- 伊藤一朗作曲のインストゥルメンタルが収録されるのはベストアルバム『Every Best Single +3』以来約5年ぶり、オリジナルアルバムでは1stアルバム『everlasting』以来約7年ぶりとなった。本作以降のオリジナルアルバムには必ず伊藤作曲のインストが収録されている。
- Every Little Thingにとって最後のCCCD。これ以降は通常のCDとなる（レンタル盤は引き続きCCCD）。
- シークレットトラック含むアルバム収録曲12曲にちなんだアルバムスイーツがショッピング・アリーナ（現・mu-moショップ）などネットショップや百貨店にて期間限定で販売された（現在は販売終了）。
- ジャケットが異なるCD+DVD盤とCD盤の2形態で発売された。CD+DVD盤には特典としてピクチャーブックスタイルパッケージ仕様になっているほか、本アルバムのジャケット風景やレコーディングシーン及びインタビューを交えて収録したスペシャル映像と、「Time goes by」のスタジオセッションを収録したDVDが同梱された。

## 収録曲
- 全曲作詞：持田香織 (特記を除く)
- 収録合計時間：50:42

1. ソラアイ （5:11）
作曲： HIKARI / 編曲：HIKARI & 伊藤一朗
26thシングル
スズキ「MR wagon」CMイメージソング
メンバーやスタッフ全員がこの曲を1曲目にする雰囲気だったという[1]。
2. ファンダメンタル・ラブ （4:18）
作曲： 多胡邦夫 / 編曲：tasuku & 伊藤一朗
24thシングル。
森永乳業「ラクトフェリンヨーグルト」TV-CFソング
2ndベストアルバム『Every Best Single 2』にも収録されている。
3. water(s) （3:59）
作曲： 早川大地 / 編曲：村田昭 & 伊藤一朗
ピアノをメインに構成されている。「アルバム用の曲」と意識して制作された曲[1]。
2005年のap bank '05でも披露され、Bank Band（メンバーは小林武史やMr.Childrenの櫻井和寿など）も演奏に参加した。
4. しあわせの風景 (5:07)
作曲：菊地一仁 / 編曲：中尾昌文 & 伊藤一朗
25thシングル『また あした』収録曲。
キリン「氷結アップルヌーヴォー」CMソング
5. country road (4:42)
作曲：伊藤一朗 / 編曲：村田昭 & 伊藤一朗
全英語詞。持田が日本語で作詞し、英訳をGary Newbyが担当した。
6. 一日の始まりに... (4:43)
作曲：HIKARI / 編曲：HIKARI & Every Little Thing
25thシングル『また あした』収録曲。
ニベア花王「アトリックス」CFソング
7. life cycle (4:05)
作曲： HIKARI / 編曲：HIKARI & 伊藤一朗
本作の中ではアップテンポでロック色が強い楽曲。
持田が「ソラアイ」の作詞に行き詰まっていたため、「（歌詞が）書きやすそうなビートの早いオケ」を志向して制作されたが、結局この曲の歌詞の完成が最後になったとのこと[1]。
8. うらうらら (4:09)
作曲：持田香織 / 編曲：村田昭 & Every Little Thing
NHK総合月曜ドラマシリーズ「農家のヨメになりたい」主題歌
9. また あした (5:00)
作曲： 小幡英之 / 編曲：十川友司 & Every Little Thing
25thシングル。
MBS・TBS系全国ネット ドラマ30「ピュア・ラブIII」主題歌
ノーベル製菓「はちみつきんかんのど飴」TV-CMソング
2003年12月31日の「第54回NHK紅白歌合戦」の出場もこの楽曲で果たした。
10. Interluido 〜 Meridiana (1:39)
作曲：伊藤一朗 / 編曲：中村康就 & 伊藤一朗
インストゥルメンタル曲。「(When) Will It Rain」以来となる伊藤作曲のインスト。
当初はアルバムの中盤に配置するつもりで製作されたが、持田の提案によりこの位置となった[1]。
11. 五月雨 (5:13)
作曲： 多胡邦夫 / 編曲：中尾昌文 & 伊藤一朗
JR北海道「春の海峡物語」「夏の札幌物語」CMソング
筋ジストロフィーに罹患していたELTのファンのために制作した曲だといわれている[2]。
歌詞は持田曰く「手紙」であり、どうしても書きたいテーマだったと語っている。

Secret Track
1. Sleepy time dog (1:58)
作詞・作曲：伊藤一朗
シークレットトラック。
作詞・作曲は伊藤一朗が担当しており、Every Little Thingがリリースした数々の楽曲の中で唯一、伊藤が作詞した曲。

## その他の収録アルバム (シングル曲除く)
- water(s)
  - 『ACOUSTIC:LATTE』(アレンジ、新録音して収録)
- 五月雨
  - 『14 message 〜every ballad songs 2〜』

## 参加ミュージシャン
Every Little Thing
- 持田香織：Vocal
- 伊藤一朗：Acoustic Guitar

Support Musician
- 村田昭：Keyboards, Programming (#3, #5, #8)、Piano (#3)
- 中尾昌文：Keyboards, Programming (#4, #11)
- 十川知司：Keyboards, Programming (#9)
- HIKARI：Keyboards, Programming (#1, #6, #7)
- tasuku：Keyboards, Programming (#2)
- 中村康就：Keyboards, Programming (#10)
- 美久月千晴：Bass (#1, #7, #9)
- 斉藤光隆：Bass (#3, #5, #8)
- 後藤勇一郎グループ：Strings (#9)